# Péninsule d'Iveragh
La péninsule d'Iveragh (en irlandais : Uibh Ráthach), située dans le comté de Kerry en Irlande, est la plus grande péninsule du sud-ouest de l'Irlande. Une chaîne de montagnes, les Macgillycuddy's Reeks, se trouve au centre de la péninsule. Carrauntuohil, sa plus haute élévation, est également le point culminant du pays.

## Géographie

### Villes
La péninsule compte quelques villes, telles Killorglin, Cahersiveen, Portmagee, Waterville, Caherdaniel, Sneem et Kenmare.

## Tourisme

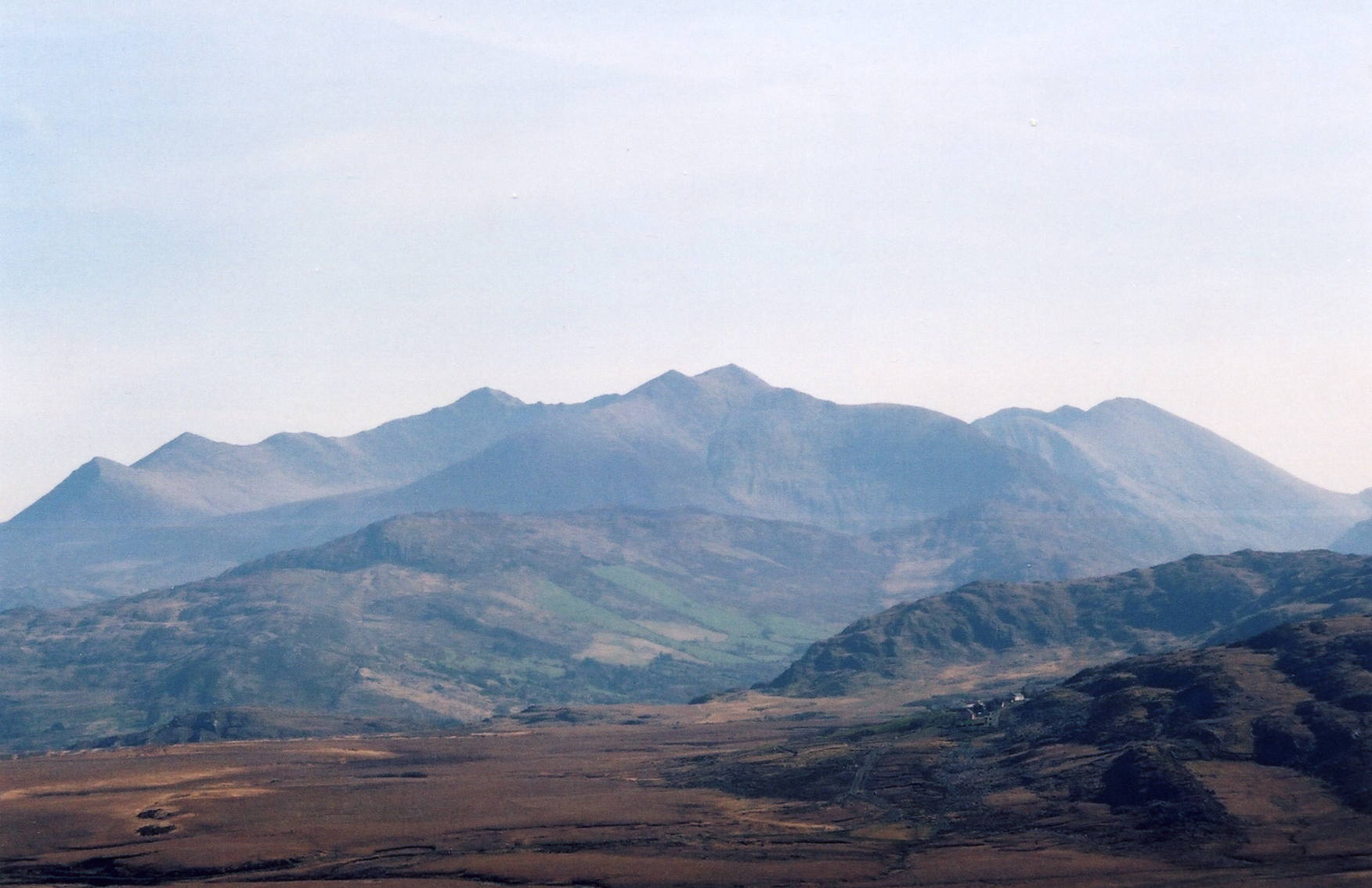
Les MacGuillycuddy's Reeks, au cœur de la péninsule.

L'île de Valentia est au large de la pointe nord-ouest de la péninsule. Elle est reliée à la péninsule par un pont à Portmagee, mais on peut aussi la rejoindre en bac traversant entre le Point Renard sur le continent et Knightstown sur l'île.
Les îles Skellig se trouvent à environ 12 kilomètres au large de la côte ouest et sont connues pour leurs édifices monastiques et leur avifaune.
La péninsule est connue pour être parcourue par l'anneau du Kerry (en anglais : Ring of Kerry), un circuit touristique très prisé, qui entoure le littoral depuis Killarney, à l'est de la péninsule. Iveragh est ainsi souvent nommée elle-même Ring of Kerry. L'anneau du Kerry est prolongée à l'extrême ouest de la péninsule par un circuit moins touristique nommé anneau des Skellig.

### Sources
- (en) John Crowley (dir.) et John Sheehan (dir.), The Iveragh Peninsula : A Cultural Atlas of the Ring of Kerry, Cork, Cork University Press, 2009, 496 p. (ISBN 978-1859184301).